# ويليام غاستون (سياسي)
ويليام غاستون (بالإنجليزية: William Gaston)‏ هو محامي وقاضي وسياسي أمريكي، ولد في 19 سبتمبر 1778 في نيوبيرن في الولايات المتحدة، وتوفي في 23 يناير 1844 في رالي في الولايات المتحدة. انتخب عضو مجلس ولاية كارولاينا الشمالية وانتخب عضو مجلس نواب كارولينا الشمالية وانتخب عضو مجلس النواب الأمريكي.